# Beckeriella longiventris
Beckeriella longiventris är en tvåvingeart som beskrevs av Mercedes Lizarralde de Grosso 1991.
Beckeriella longiventris ingår i släktet Beckeriella och familjen vattenflugor. Artens utbredningsområde är Ecuador. Inga underarter finns listade i Catalogue of Life.